# Saint-Gervais-la-Forêt
Saint-Gervais-la-Forêt là một xã thuộc tỉnh Loir-et-Cher miền trung nước Pháp.